# Alphadi
 (décembre 2011).
Si vous disposez d'ouvrages ou d'articles de référence ou si vous connaissez des sites web de qualité traitant du thème abordé ici, merci de compléter l'article en donnant les références utiles à sa vérifiabilité et en les liant à la section « Notes et références ».
Alphadi, de son vrai nom Seidnaly Sidhamed surnommé le « Magicien du Désert », est un créateur de mode Mauritanien, né à Tombouctou (Mali) le 1er juin 1957. Il est mauritanien, issu d'une lignée de caste supérieure des deux côtés de ses parents. Alphadi a déménagé très jeune au Niger, en compagnie de ses parents .

## Travail
Ses créations se veulent un hommage à la femme du XXIe siècle et aux savoir-faire ancestraux.
En 1998, il réunit des créateurs africains aux côtés de créateurs occidentaux lors d'un défilé ayant pour cadre le désert, avec la naissance du Festival international de la mode africaine (FIMA).
Le 25 janvier 2016, il est nommé Artiste de l’UNESCO pour la paix. À cette occasion, l'UNESCO organise un défilé de ses créations.

## Biographie
(mai 2016).
Il obtient une Licence de tourisme à Paris, 1980 puis en 1983, il crée sa première collection de mode alors qu'il est en poste à la direction du Tourisme, au sein du ministère du Commerce, à Niamey.
En 1985, il présente sa première collection haute couture au salon international du tourisme de Paris.
En 1987, la fédération française de la couture et du prêt-à-porter lui décerne à Paris, l'oscar du meilleur styliste africain[réf. nécessaire].
Il est Diplômé de stylisme des ateliers de Chardon Savard à Paris.1989 :
En 1998, il participe a l'organisation du 1er FIMA puis Il reçoit le prix de la fondation Prince Claus en présence de la Reine Beatrix des Pays-Bas.
Il participe a Ciseau de platine à Abidjan et est élu par le magazine Afrique Magazine comme l'un des hommes de l'année[réf. nécessaire].
En 1999, Il assiste au festival international du film de Cannes; la gamme Alphadi bis est lancée  et il reçoit Kora Fashion Award à Sun City (Afrique du Sud)
En 2000, lors du 7e gala de la African Ambasador's Spousses Association à Washington, il est décoré pour son action contre le sida en Afrique[réf. nécessaire]. Il lance alors l'AïR, le premier parfum d'un couturier africain.
En 2001, il est élevé par le président de la République française Jacques Chirac au grade de chevalier de l'ordre du mérite[réf. nécessaire].
En 2002, il est nommé Ambassadeur[source insuffisante] contre la lutte contre la drépanocytose en Afrique.
En 2003 a lieu la 3e édition du FIMA
En 2004, son défilé haute-couture saison Automne – Hiver a lieu au musée Galliera à Paris
En 2005, il est président du jury francophone du Festival du Film de Paris
En 2007  a lieu la 4e FIMA
En 2008, il est président du Festival international du film d'écologie de Niamey. La même année, il est également parrain de la fédération française de sports adaptés[Quoi ?]
En 2009 a lieu la 5e FIMA. la même année il est élevé au rang de Commandeur de l'Ordre des Palmes académiques.
En 2016, il est nommé Artiste de l’UNESCO pour la paix, le 25 janvier. Défilé de mode à l'UNESCO.